# Castellfollit de la Roca
Castellfollit de la Roca je obec v comarca Garrotxa, v provincii Girona, v Katalánsku, ve Španělsku. Městská oblast je ohraničena soutokem řek Fluvià a Toronell, mezi nimiž se tyčí čedičový útes města.

## Přírodní park
Castellfollit de la Roca je součástí přírodního parku vulkanická zóna La Garrotxa. Čedičová skála, kde se město nachází, je přes 50 metrů (160 stop) vysoká a téměř kilometr dlouhá. Vznikla překrytím dvou lávových proudů.

## Těžba čediče
Ve městě se nachází čedičový lom. Ve 21. století působí jako jediný ve Španělsku. Jeho činnost sahá s jistotou do roku 1929, i když některé dokumenty se o něm zmiňují již v roce 1887.

## Galerie

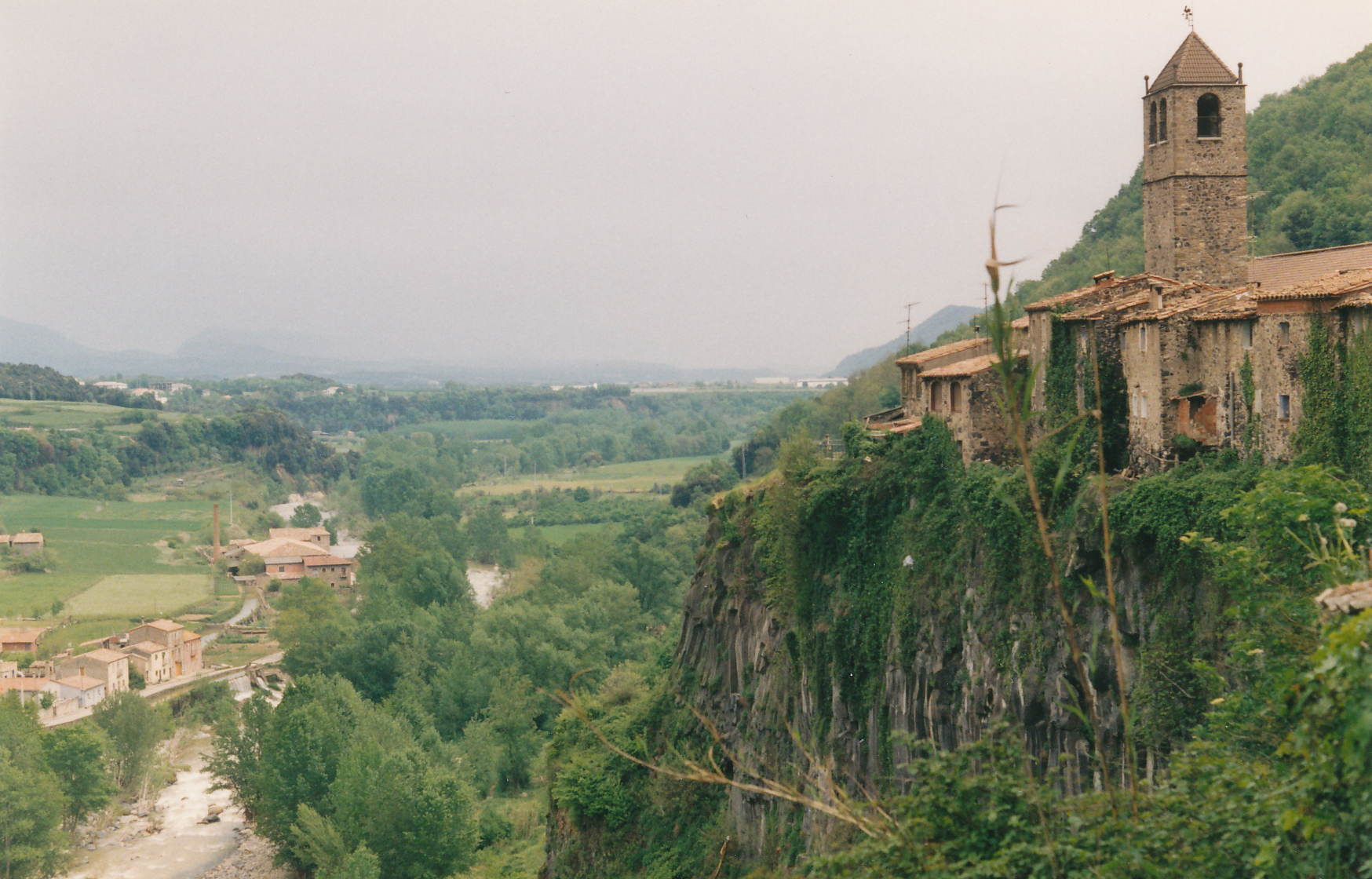
Starý městský kostel Nejsvětějšího Spasitele
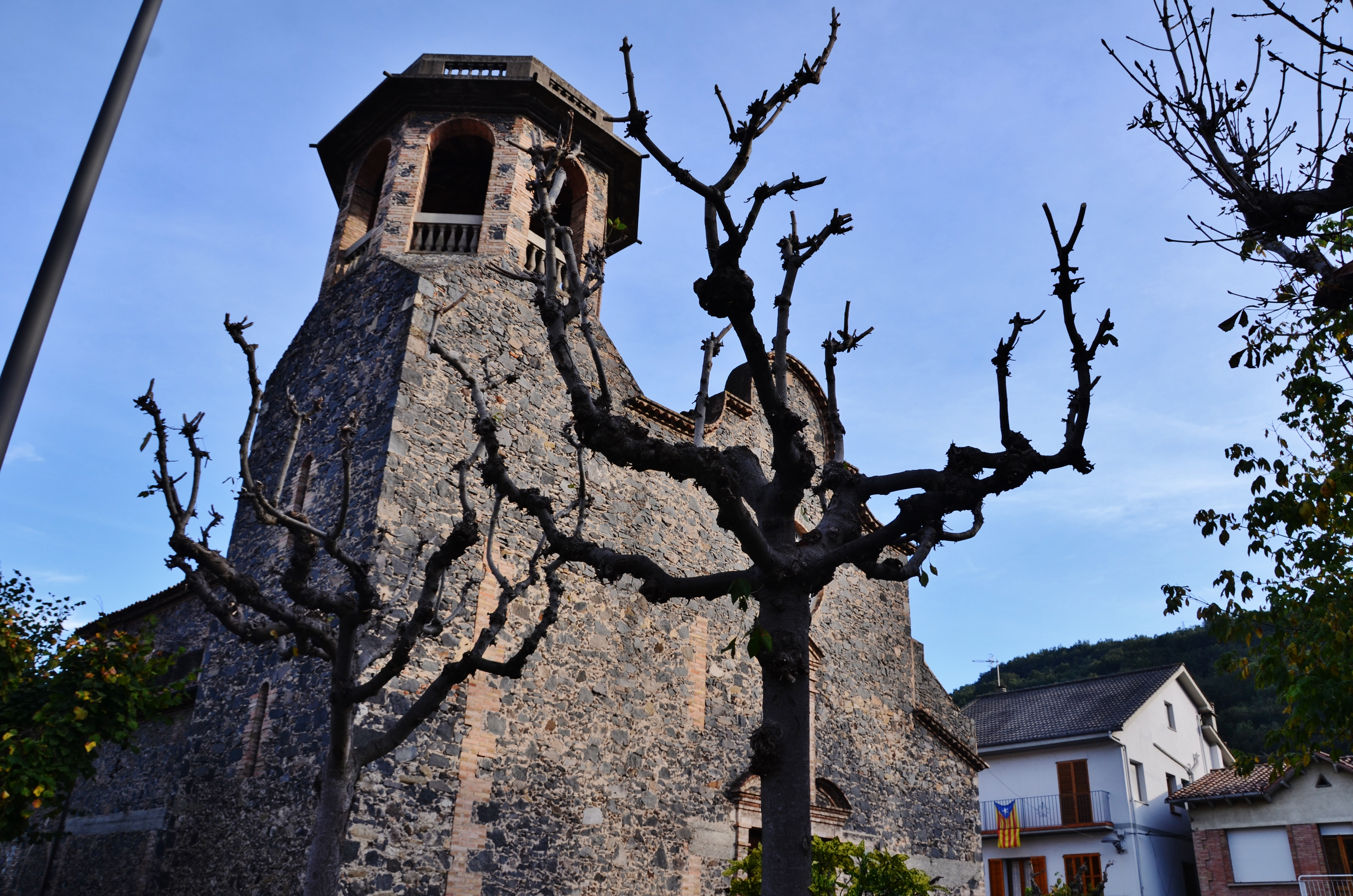
Nový městský kostel Nejsvětějšího spasitele
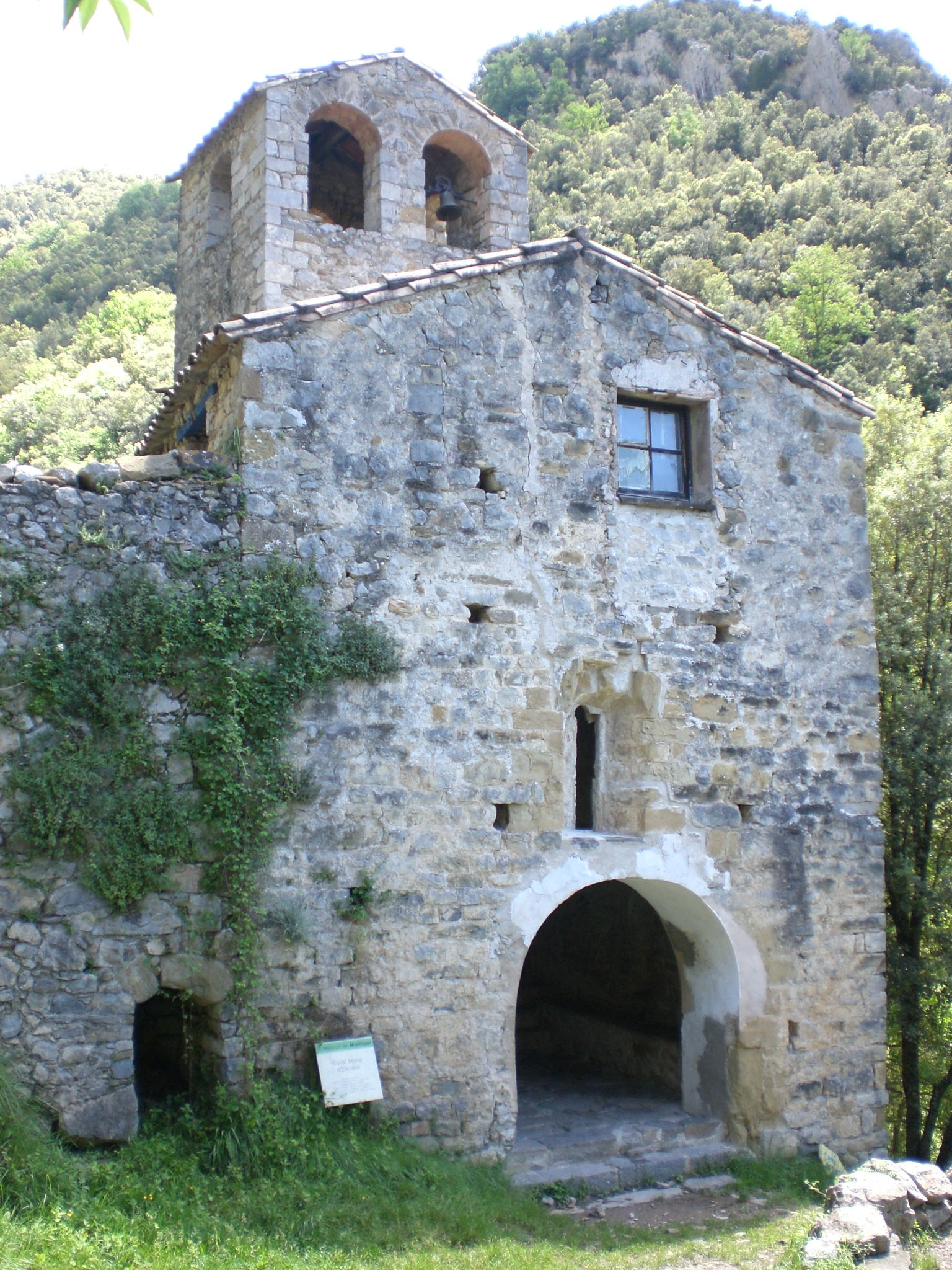
Kostel Panny Marie
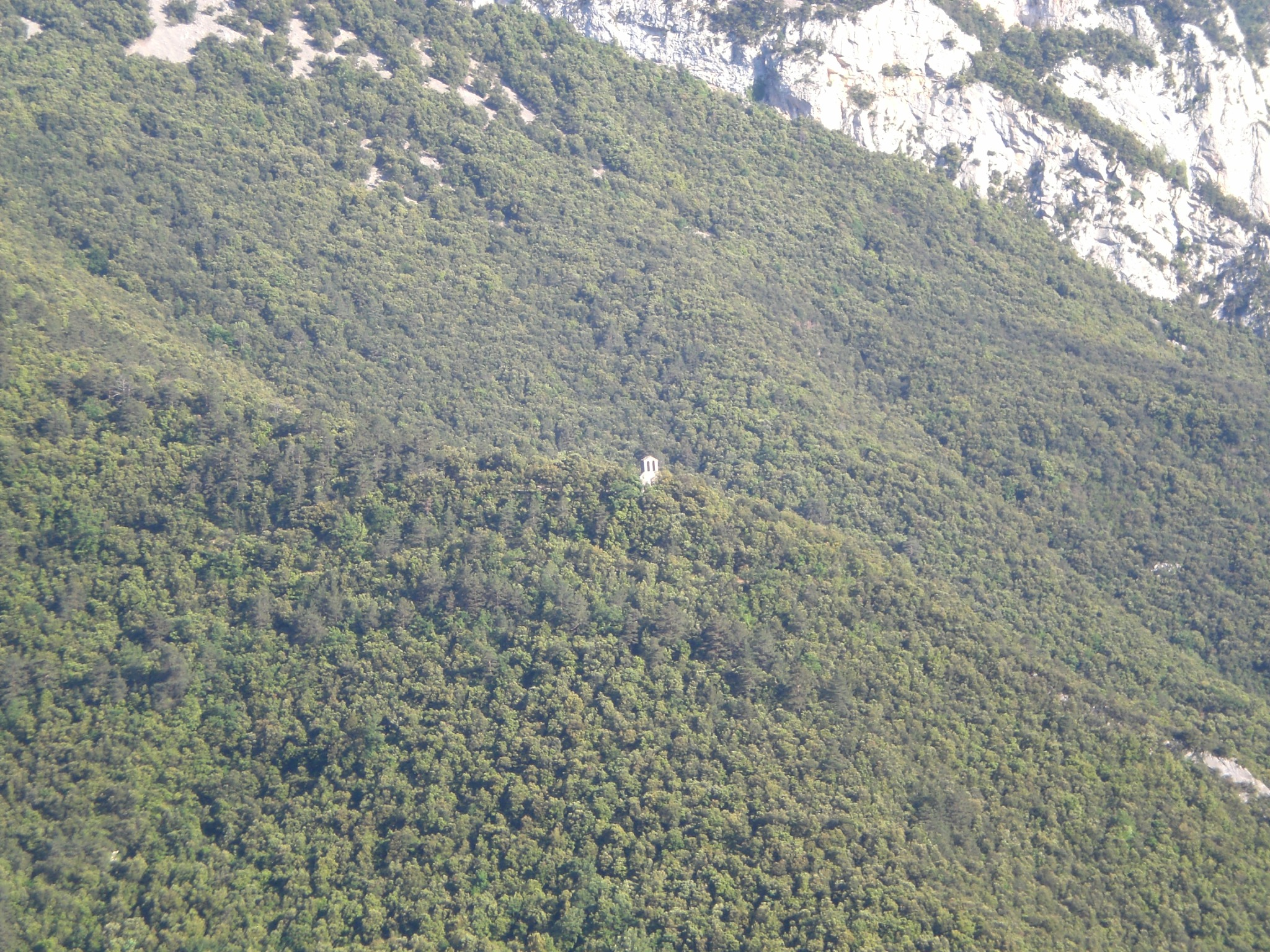
Kostel svatého Felixe Gironského v lesích za městem
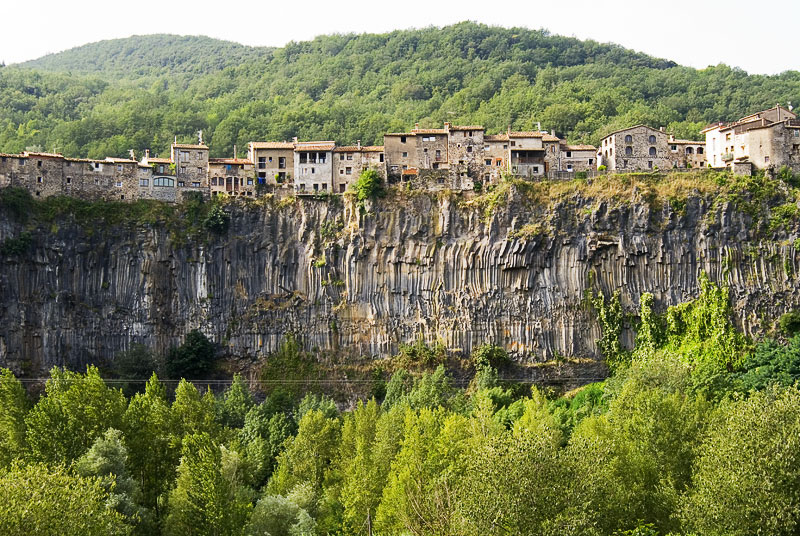
Castellfollit de la Roca